# Henry Ernst
Henry Ernst (* 1971 in Berlin) ist ein deutscher Toningenieur, Musikproduzent und Musikmanager der Balkan-Brass-Formation Fanfare Ciocărlia. Er ist Geschäftsführer des Berliner Musiklabels Asphalt Tango Records.

## Leben
Henry Ernst wuchs in einem musikalischen Umfeld auf und erhielt Musikunterricht in Trompete und Klarinette. Bereits in jungen Jahren unternahm er mehrere Reisen nach Rumänien und kam zum ersten Mal mit der Musik Ion Petre Stoicans und Roma-Musik aus Clejani in Kontakt. Nach seinem Toningenieurstudium lernte Ernst seinen späteren Geschäftspartner Helmut Neumann kennen. 1995 unternahm Ernst eine weitere Reise nach Rumänien, um Zymbal spielen zu lernen und traf dort seine jetzige Ehefrau. 1996 kam er auf Suche nach neuer Musik in das Dorf Zece Prăjini, wo er Musiker der später von gegründeten Band Fanfare Ciocărlia kennenlernte und erste Aufnahmen unter einfachen technischen Voraussetzungen produzierte. Wendepunkt und Initiation für weitere Produktionen mit der Band war das WDR-Weltmusikfestival im August 1997. Es folgten Auftritte in mehr als 70 Ländern und zehn erfolgreiche CD-Veröffentlichungen. Mit Helmut Neumann gründete er 2002 Asphalt Tango Records in Berlin. Das Label ist eine etablierte Präsenz auf dem Gebiet der osteuropäischen Musik.

## Privates
Ernst ist verheiratet und Vater zweier Kinder. Er spricht fließend Rumänisch.

## Zitat
„Ich hab nie auf Blasmusik gestanden. Ich hab dann innerhalb von fünf Minuten 20, 25 Menschen erlebt, von ganz jung bis alt, die eine Blasmusik gespielt haben, die ich mir nicht in meinen Träumen hätte ausdenken können. Das war purer Techno auf Blech, extrem schnell, eine Wucht, eine Wand von Klang, wo ich einfach da saß und dachte Wow, Wahnsinn!“